# Will I See You
«Will I See You» es una canción del productor estadounidense Poo Bear con la cantante brasilena Anitta, incluida en el álbum Poo Bear Presents Bearthday Music (2018).

## Composición y lanzamiento
Primer single cantado íntegramente en inglés, fue escrita, musicalizada y producida por Poo Bear. Titulada por la cantante como una «bossa nova inglesa»,  "Will I See You" es relativamente una canción de música pop. La artista buscó inspiración en las canciones de bossa nova para producir el tema, aunque afirmó que el productor no conocía el ritmo brasileño, presentándolo a los principales artistas del género en Brasil: «Él [Poo] ni siquiera sabía lo que era fue. Presenté un poco del género y dije cómo esto es parte de Brasil».
Con las influencias presentadas por el cantante, Poo Bear llegó a la producción final del tema enfocada en una balada pop romántica con musicalidad brasileña. Durante una entrevista, Anitta explicó que "Will I See You" fue una canción que exploró su voz y notas altas, algo que no había hecho antes en su carrera, que le serviría para mostrar su técnica: "Es una canción muy cantada. que es algo que nunca he hecho en mi carrera ".

## Promoción
Antes del lanzamiento, Anitta firmó un contrato con C&A para que la pista se reproduzca constantemente en las tiendas de la cadena en todo Brasil y Portugal, promocionándola entre clientes esencialmente jóvenes. El 3 de septiembre, día del lanzamiento del tema, el cantante realizó una conferencia de prensa en la sede de la compañía en São Paulo con periodistas e invitados seleccionados para hablar sobre el tema. Ese mismo día, la artista participó en acciones de promoción de la marca en Belo Horizonte, Salvador y Maceió, todas estas apariciones fueron por sorpresa. A diferencia de otros sencillos del cantante, "Will I See You" se lanzará a la radio en un formato adulto contemporáneo.